# Бааль тешува
В юдаїзмі бааль тешува (івр. בעל תשובה; для жінки, בעלת תשובה, ba'alat teshuva або ba'alas teshuva; множина, בעלי תשובה, ba'alei teshuva, «власник повернення [до Бога або його шляху]») — єврей, який приймає певну форму традиційного релігійного сповідування після того, як раніше дотримувався світського способу життя або менш суворої форми юдаїзму.
Спочатку цей термін стосувався єврея, який свідомо чи несвідомо порушив Галаху (єврейський закон) і пройшов процес самоаналізу, щоб «повернутися» до повного дотримання Божих міцвот. Згідно з Мішне Тора Маймоніда, Талмуд говорить, що справжній бааль тешува стоїть вище в шамаїм (бук. 'небеса'), ніж «фрум від народження», навіть вище, ніж цадик:
Сказали мудреці: «На місці, де стоять ті, що каються, не змогли б стояти цілком праведні», - ніби кажучи: «їхній ступінь вищий за ступінь тих, хто ніколи не грішив, бо їм важче приборкати свою пристрасть, ніж іншим».
У наш час це словосполучення здебільшого використовується для позначення єврея неортодоксального походження, який починає дотримуватися релігійних обрядів у ортодоксальній манері. Однак, не існує чіткого визначення поняття бааль тешува, тому воно може також охоплювати ортодоксально налаштованих євреїв, які стають більш суворими у своєму дотриманні, наприклад, тих, хто переходить від дотримання кошерності лише вдома до уникнення некошерних ресторанів. В Ізраїлі частіше використовують альтернативний термін хоцер б'тешува (חוזר בתשובה), множина хозрім б'тешува. З івриту хозер б'тешува перекладається як «повернення до каяття».
Згідно з вченням Тори, «хто судить себе, не буде засуджений»; однак в описаній історії талмудичних часів і раннього хасидизму багато цадиків були здатні «бачити» гріхи інших.
Мар бар Рав Аші казав: «Я відсторонений від суддівства у справі за позовом науковця. З якої причини? Тому що я люблю його так само сильно, як і себе, а людина не здатна знайти в собі провину.»
Здебільшого статус і підготовка цих цадиків передбачають баланс, який дозволяє мирно співіснувати навіть з тими, хто вчинив серйозні проступки, тому що в іншому випадку неодмінно візьме гору намір розлютити їх і, що ще гірше, отримати від них вигоду.